# Amandoti (Settembre)
Amandoti è un singolo del cantautore italiano Settembre, pubblicato il 20 febbraio 2024 come secondo estratto dal primo EP Vertebre.

## Descrizione
Il brano è una cover dell'omonimo brano del 1990 dei CCCP - Fedeli alla linea, del quale una celebre cover era già stata realizzata nel 2004 da Gianna Nannini. Nella sua versione Settembre ha inserito frasi in dialetto napoletano, dedicandola a un'esperienza personale.

## Tracce
Testi e musiche di Giovanni Lindo Ferretti e Massimo Zamboni.
1. Amandoti – 1:59